# Juwieljan Sumbatow-Topuridze
Juwielian Dawidowicz Sumbatow-Topuridze, ros. Ювельян Давидович Сумбатов-Топуридзе (ur. 1889 w guberni kutaiskiej, zm. 28 sierpnia 1960) – radziecki generał porucznik, funkcjonariusz radzieckich organów bezpieczeństwa, m.in. ludowy komisarz spraw wewnętrznych Azerbejdżanu oraz szef Zarządu Głównego ds. Administracyjno-Gospodarczych Ludowego Komisariatu Spraw Wewnętrznych ZSRR.

## Życiorys

### Młodość i działalność rewolucyjna
Urodził się w 1889 roku w guberni kutaiskiej w Gruzji w rodzinie chłopskiej. Jego ojciec zmarł, gdy Juwielian miał 15 lat w 1904 roku. W latach 1896–1901 uczęszczał do szkoły wiejskiej, a w 1905 roku ukończył dwuoddziałową szkołę rosyjską.
W 1905 roku wstąpił do organizacji rewolucyjnej, i przez następne dwa lata działał w podziemiu rewolucyjnym w kilku okolicznych wioskach. Pracował w prywatnym przedsiębiorstwie. W 1907 roku został członkiem Socjaldemokratycznej Partii Robotniczej Rosji, (RSDPR, poprzednik partii komunistycznej KPZR), wykonując działania propagandowe, za co został aresztowany na 3,5 miesiąca. Następnie do 1910 roku pracował jako niewykwalifikowany robotnik w porcie Poti i nadal prowadził działalność rewolucyjną.

### Służba w Armii Imperium Rosyjskiego i RKKA
W 1910 roku został powołany do armii carskiej, w której służył do 1917 roku. Brał udział w I wojnie światowej. Był aresztowany za rozpowszechnianie propagandy antywojennej.
Po powrocie do rodzinnej miejscowości w 1917 roku przez następny rok pracował w swoim gospodarstwie. W 1918 roku rozpoczął służbę w Robotniczo-Chłopskiej Armii Czerwonej w oddziałach specjalnego przeznaczenia Moskiewskiego Okręgu Wojskowego. Służył m.in. jako oficer sztabu 1 Ukraińskiej Armii, pomocnik dowódcy pociągu pancernego, dowódca pociągu pancernego, członek rezerwy sztabu 11 Armii.

### Służba w CzeKa/GPU/OGPU/NKWD/MSW
Służbę w organach bezpieczeństwa CzeKa rozpoczął w 1920 roku, jako tajny agent Azerbejdżańskiej SRR Czeka. Następne lata pracował jako pomocnik oraz zastępca szefa Oddziału Agenturalnego Azerbejdżańskiej CzeKa. W listopadzie 1923 roku został przeniesiony do Oddziału do Walki z Bandytyzmem, 16 października 1923 roku został zastępcą naczelnika Oddziału Pogranicznej Ochrony (CzPO) Azerbejdżańskiej CzeKa, stanowisko to sprawował do 1 listopada 1923. Na początku listopada 1923 roku, powrócił do Oddziału do Walki z Bandytyzmem (OBB), lecz na stanowisko jego naczelnika, które sprawował do 25 lutego 1924 roku, następne parę miesięcy spędził w rezerwie. Do służby czynnej powrócił w październiku tego samego roku, i został naczelnikiem Oddziału Informacyjno Agenturalnego (INFAGO) Azerbejdżańskiej CzeKa. W marcu 1926 roku został mianowany szefem Oddziału Informacyjnego (INFO) i Politycznej Kontroli (PK) przy GPU Azerbejdżańskiej SRR, na początku 1927 roku został przeniesiony do Baku, gdzie przez następny roku był dyrektorem zarządzającym tamtejszych celników, do 1930 roku pełnił to samo stanowisko w innych miastach Azerbejdżańskiej SRR oraz Gruzińskiej SRR m.in. w Batumi. Na początku 1930 roku Sumbatow, został naczelnikiem Oddziału Informacyjno Agenturalnego (INFAGO) Głównego Zarządu Politycznego GPU Gruzińskiej SRR, lecz to stanowisko zajmował jedynie przez dwa miesiące, gdyż został naczelnikiem Zarządu Ochrony Pogranicznej (UPO) i Wojsk GPU przy Pełnomocnym Przedstawicielstwie (PP) Zjednoczonego Państwowego Zarządu Politycznego (OGPU) w Zakaukaskiej Federacyjnej Socjalistycznej Republiki Radzieckiej (ZSFSR), stanowisko to piastował do czerwca 1933 roku. W międzyczasie był także członkiem kolegium GPU Gruzińskiej SRR i pełnomocnikiem OGPU do spraw milicji oraz przez krótki czas naczelnikiem URKM czyli Zarządu Milicji Robotniczo-Chłopskiej w Zakaukaska FSRR
26 lutego 1934 roku został przewodniczącym GPU Azerbejdżańskiej SRR, a po likwidacji tej instytucji i powołaniu jednolitego NKWD został szefem tej instytucji (tzn. szefem UNKWD) Azerbejdżańskiej SRR, w stopniu komisarza bezpieczeństwa państwowego 3 rangi, a w latach tzw. Wielkiej Czystki 1936–1938 był komisarzem spraw wewnętrznych Azerbejdżańskiej SRR, gdzie kierował czystkami z polecenia centrali Moskiewskiej. W 1938 roku został przeniesiony do rezerwy. W kwietniu 1938 roku został wezwany do Moskwy gdzie wkrótce objął stanowisko szefa Zarządu Głównego Administracyjno-Gospodarczego (ros. AChU) Ludowego Komisariatu Spraw Wewnętrznych (NKWD) Związku Radzieckiego (ZSRR).
Podczas toczącej się wówczas czystki w NKWD na najwyższych szczeblach, Sumbatow odegrał duża rolę w aresztowaniu jednego z wysokich funkcjonariuszy NKWD, byłego szefa Głównego Zarządu Bezpieczeństwa Państwowego, pierwszego zastępcę Nikiłaja Jeżowa Michaiła Frinowskiego. Według relacji Frinowski, wiedząc o zamiarach funkcjonariuszy, zabarykadował się w swoim pokoju i nie chciał wyjść. Sumbatow, przyjaciel Frinowskiego, będąc przy tym, otrzymał od Ławrientija Berii, ówczesnego szefa NKWD, polecenie pojmania Frinowskiego i że jeżeli nie schwyta Frinowskiego żywcem, to zajmie jego miejsce. Sumbatow wyciągnął podstępem przyjaciela z biura, który został następnie rozstrzelany, ratując tym samym własne życie.
Ostatnie stanowisko, jakie Sumbatow sprawował w organach bezpieczeństwa była to funkcja szefa Zarządu Gospodarczego NKWD a po marcu 1946 roku Ministerstwa Spraw Wewnętrznych ZSRR, którą sprawował do marca 1947 roku, wówczas odszedł do rezerwy w stopniu generała porucznika, który otrzymał 9 lipca 1945 roku.
Po odejściu z Ministerstwa Spraw Wewnętrznych ZSRR przeniósł się do Azerbejdżańskiej SRR, gdzie przez następne sześć lat, aż do aresztowania w 1953 roku, był zastępca przewodniczącego Rady Ministrów tej republiki.

### Aresztowanie i śmierć
Został aresztowany 15 lipca 1953 roku, w ramach tzw. Sprawy Berii, długoletniego szefa organów NKWD-MWD, który po śmierci Józefa Stalina chwilowo był najważniejszą i najsilniejszą osobą w ZSRR, skupiając przy sobie władze aparatu policyjnego, tz. jednolitego MWD. Wkrótce Ławrientij Beria został aresztowany przez spiskowców pod przywództwem późniejszego pierwszego sekretarza KC KPZR Nikity Chruszczowa. Sumbatow zaś został aresztowany jako były wysoki funkcjonariusz organów bezpieczeństwa i wieloletni bliski współpracownik Berii. W grudniu 1955 roku został umieszczony w zakładzie psychiatrycznym w Leningradzie i decyzją Kolegium Wojskowego Sądu Najwyższego Związku Radzieckiego zmuszony do leczenia, podczas którego zmarł 28 sierpnia 1960 roku.

## Odznaczenia
- Order Lenina (dwukrotnie)
- Order Czerwonego Sztandaru (trzykrotnie)
- Order Czerwonego Sztandaru Pracy (dwukrotnie)
- Order Wojny Ojczyźnianej I klasy
- Odznaka „Honorowy Funkcjonariusz Czeki/OGPU” (dwukrotnie)